# Fallis
Fallis é uma cidade  localizada no estado norte-americano de Oklahoma, no Condado de Lincoln.

## Demografia
Segundo o censo norte-americano de 2000, a sua população era de 28 habitantes.
Em 2006, foi estimada uma população de 29, um aumento de 1 (3.6%).

## Geografia
De acordo com o United States Census Bureau tem uma área de
0,9 km², dos quais 0,9 km² cobertos por terra e 0,0 km² cobertos por água.

## Localidades na vizinhança
O diagrama seguinte representa as localidades num raio de 16 km ao redor de Fallis.